# Wilhelm Gratschow
Wilhelm Gratschow (* 18. Oktober 1982 in Taschkent, Usbekische SSR) ist ein ehemaliger deutscher Boxer und Olympiateilnehmer von 2008.

## Leben
Wilhelm Gratschow kam 1993 im Alter von zehn Jahren mit seinen Eltern von Usbekistan nach Deutschland und absolvierte im Volkswagenwerk Wolfsburg eine Lehre zum Werkzeugmechaniker.

## Boxkarriere
Er trainierte beim Boxclub Gifhorn und wurde 2003 und 2004 Deutscher Meister im Bantamgewicht, sowie 2007 Deutscher Meister im Federgewicht.
Bei den EU-Meisterschaften 2005 in Cagliari schied er im Halbfinale gegen Detelin Dalakliew aus und gewann eine Bronzemedaille im Bantamgewicht.
Bei der europäischen Olympiaqualifikation 2008 in Pescara besiegte er Vaidas Zubrikovas aus Litauen und Valentīns Morozovs aus Lettland, unterlag dann gegen Şahin İmranov aus Aserbaidschan, schlug aber beim Kampf um den letzten Qualifikationsplatz den Engländer Stephen Smith. Er vertrat somit Deutschland bei den Olympischen Spielen 2008 in Peking, verlor jedoch in der Vorrunde gegen den Tunesier Alaa Shili.